# Sangalopsis marginata
Sangalopsis marginata là một loài bướm đêm trong họ Geometridae.